# Loek Bodelier
Loek Bodelier (Rosmalen, 8 de abril de 1966) es un expiloto de motociclismo neerlandés, que compitió en el Campeonato del Mundo de Motociclismo entre 1992 y 1996.

## Biografía
Bodelier debuta en 1992 como piloto titular de 125cc con una Honda aunque no obtiene puntos. Al año siguiente se mantiene en la misma categoría y con la misma moto. A pesar de su inicio prometedor, deja el equipo después de haber disputado cuatro carreras. Posteriormente, corre dos carreras en 250cc siempre con Honda, sin obtener puntos tampoco. En 1994, vuelve al octavo de litro con Honda. Allí obtiene su primer punto En el Gran Premio de Australia y también su primer y único podio en el Gran Premio de los Países Bajos. Al final, se clasifica en el decimoquinta posición con 48 puntos. Las dos siguientes temporadas seguirá en 125. En 1995, cambia por primera vez la Honda por una Aprilia. Termina la temporada en la posición 28 con 7 puntos después de haber dejado el equipo a mitad de temporada. En el año de su retirada, vuelve a Honda y se clasifica en la posición 27 del campeonato con 4 puntos.

## Resultados en el Campeonato del Mundo
Sistema de puntuación desde 1988 hasta 1992:
| Posición | 1  | 2  | 3  | 4  | 5  | 6  | 7 | 8 | 9 | 10 | 11 | 12 | 13 | 14 | 15 |
| Puntos   | 20 | 17 | 15 | 13 | 11 | 10 | 9 | 8 | 7 | 6  | 5  | 4  | 3  | 2  | 1  |

Sistema de puntuación desde 1993 en adelante:
| Posición | 1  | 2  | 3  | 4  | 5  | 6  | 7 | 8 | 9 | 10 | 11 | 12 | 13 | 14 | 15 |
| Puntos   | 25 | 20 | 16 | 13 | 11 | 10 | 9 | 8 | 7 | 6  | 5  | 4  | 3  | 2  | 1  |

(Carreras en negrita indica pole position; carreras en cursiva indica vuelta rápida)
| Año  | Cat.  | Moto    | 1       | 2       | 3       | 4       | 5       | 6       | 7       | 8       | 9       | 10      | 11      | 12      | 13      | 14      | 15      | Pts. | Pos. |
| ---- | ----- | ------- | ------- | ------- | ------- | ------- | ------- | ------- | ------- | ------- | ------- | ------- | ------- | ------- | ------- | ------- | ------- | ---- | ---- |
| 1992 | 125cc | Honda   | JPN Ret | AUS 21  | MAL Ret | ESP 11  | ITA 15  | EUR Ret | GER 21  | NED 13  | HUN 12  | FRA 18  | GBR Ret | BRA 12  | RSA Ret |         |         | 0    | -    |
| 1993 | 125cc | Honda   | AUS Ret | MAL Ret | JPN Ret | ESP Ret | AUT -   | GER -   | NED -   | EUR -   | RSM -   | GBR -   | CZE -   | ITA -   | USA -   | FIM -   |         | 0    | -    |
| 1993 | 250cc | Honda   | AUS -   | MAL -   | JPN -   | ESP -   | AUT -   | GER -   | NED Ret | EUR 23  | RSM -   | GBR -   | CZE -   | ITA -   | USA -   | FIM -   |         | 0    | -    |
| 1994 | 125cc | Aprilia | AUS 11  | MAL Ret | JPN 11  | ESP 8   | AUT 18  | GER 15  | NED 3   | ITA 12  | FRA Ret | GBR Ret | CZE 14  | USA Ret | ARG Ret | EUR 14  |         | 48   | 15.º |
| 1995 | 125cc | Honda   | AUS 9   | MAL Ret | JPN 19  | ESP Ret | GER Ret | ITA Ret | NED -   | FRA -   | GBR -   | CZE -   | BRA -   | ARG -   | EUR -   |         |         | 7    | 28.º |
| 1996 | 125cc | Honda   | MAL 18  | INA Ret | JPN -   | ESP 21  | ITA Ret | FRA 17  | NED 12  | GER Ret | GBR Ret | AUT 20  | CZE 24  | IMO Ret | CAT Ret | BRA Ret | AUS Ret | 4    | 27.º |